# Sam Sneed
Sam Sneed (nacido como Sam Anderson en Pittsburgh, Pensilvania) es un productor y rapero estadounidense. Firmó por Death Row Records y grabó un sencillo de éxito en 1995, "U Better Recognize", con Dr. Dre. El tema se situó en la posición #16 en la lista de Billboard Hot Dance Music/Maxi-Singles Sales y el #18 en la lista Hot Rap Singles.